# Pseudostenhelia wellsi
Pseudostenhelia wellsi is een eenoogkreeftjessoort uit de familie van de Miraciidae. De wetenschappelijke naam van de soort is voor het eerst geldig gepubliceerd in 1977 door Coull & Fleeger.